# Phyllachora huigraensis
Phyllachora huigraensis är en svampart som beskrevs av Chardón 1932. Phyllachora huigraensis ingår i släktet Phyllachora och familjen Phyllachoraceae.   Inga underarter finns listade i Catalogue of Life.